# تشارلز وايت (موزع)
تشارلز وايت (بالإنجليزية: Charles White)‏ هو موزع ‏ وكاتب بريطاني، ولد في 1942.

## وصلات خارجية
- تشارلز وايت على موقع ميوزك برينز (الإنجليزية)